# El Príncipe (serie de televisión)
El Príncipe es una serie de televisión española de drama, romance, acción y suspense, creada por Aitor Gabilondo y César Benítez para Telecinco. La serie, producida por Mediaset España en colaboración con Plano a Plano y destinada a un público medianamente joven, relata una historia de amor entre un agente de policía occidental peninsular y una joven musulmana hermana de un narcotraficante. La mayor parte de sus tramas transcurren en el conflictivo barrio ceutí El Príncipe Alfonso, cercano a la frontera con Marruecos.
La serie se estrenó el 4 de febrero de 2014 en España en una emisión multicanal, con buenos registros de audiencia en horario central.

## Historia
La historia del proyecto se remonta al 27 de octubre de 2011, cuando la compañía Mediaset España anunció que tenía sobre la mesa un nuevo proyecto de ficción en el que, como tema central, girase en torno al género policial. El comunicado explicaba además que el formato estaría ambientado en la lucha contra el narcotráfico; su trama argumental giraría en torno a la presencia de un policía destinado en Ceuta que trata de luchar contra el tráfico de drogas en el estrecho, y que persigue a un líder marroquí de cuya joven hermana se enamora perdidamente. Asimismo, se informó que el principal protagonista de la serie recaería en el actor José Coronado, quien había trabajado para No habrá paz para los malvados en el papel de Santos Trinidad como inspector de policía, película producida por el grupo de comunicación y que cosechó gran en éxito en taquilla.

## Argumento

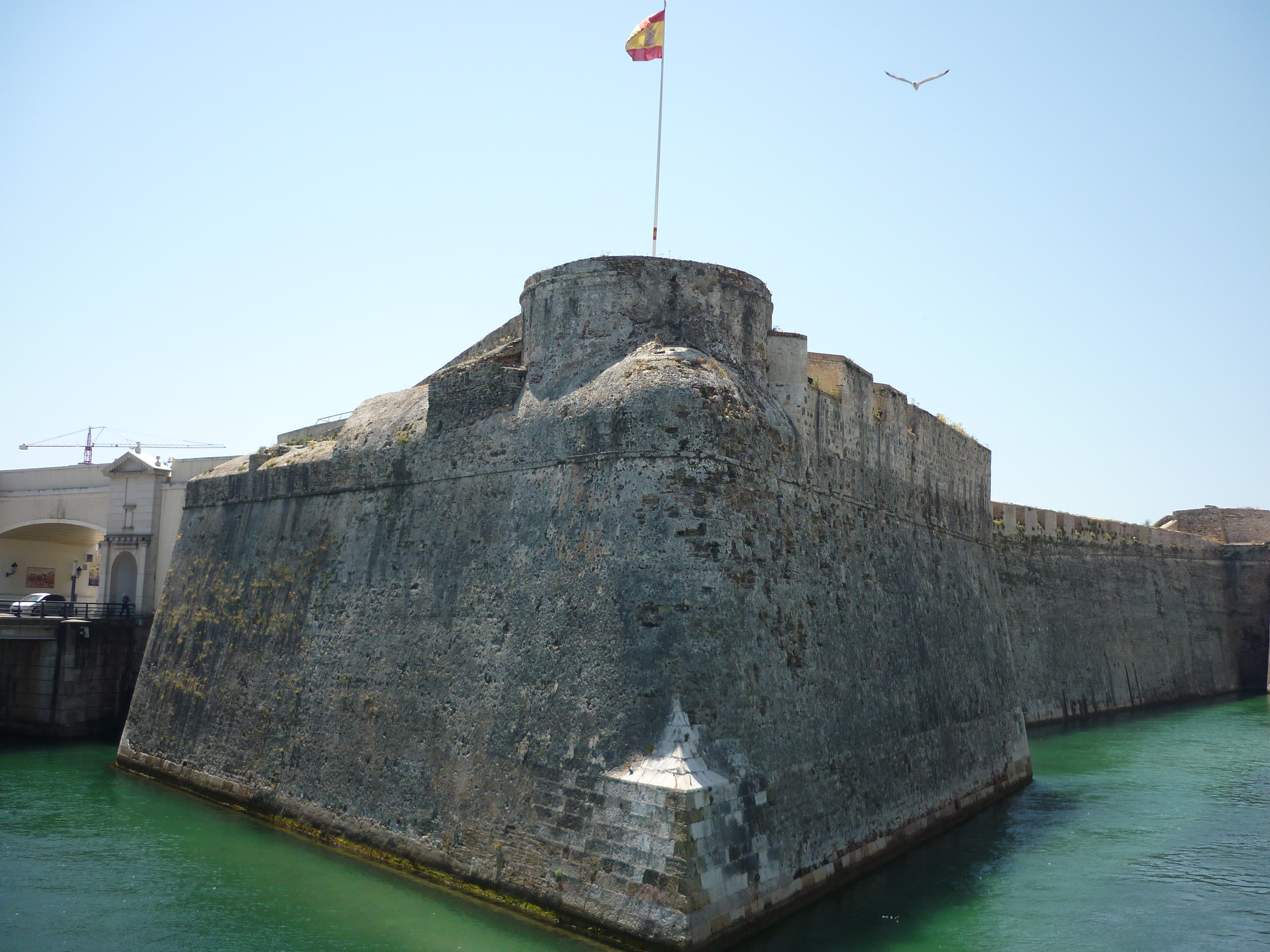
La serie está ambientada en un barrio de la Ciudad Autónoma de Ceuta. La mayoría de las escenas no fueron filmadas en la ciudad, sino en un estudio de grabación de Madrid. No obstante se muestran algunos de los lugares más emblemáticos de Ceuta como las murallas reales.

En la conflictiva barriada ceutí de El Príncipe, Fran, un veterano policía, no duda en imponer el orden recurriendo a métodos poco ortodoxos. Esto parece peligrar con la llegada de Morey, un agente del CNI que usa la comisaría como tapadera para investigar una supuesta colaboración de la policía con una red yihadista. Su situación se complicará con la llegada a su vida de Fátima, una idealista profesora musulmana que trata de encontrar a su hermano adolescente, Abdu, desaparecido hace algún tiempo, y que se opone a las actividades delictivas de su otro hermano, Faruq, uno de los mayores narcotraficantes del barrio. Pero Faruq no es el malvado de la historia, todo se complica cuando reconocen una banda terrorista, llamada AKRAB, que hace volar por los aires a jóvenes para meter miedo a la ciudad.
Mientras, Morey ofrece a Fátima irse a la península, pero, estando en el camino, su hermano desaparecido Abdu vuelve a Ceuta con un autobús turístico que tenía una bomba. Finalmente, cuando la policía se enteró de todo esto, intentaron pararlo; el autobús no explotó, pero Abdu recibió un tiro en la cabeza a manos de la pistola de Morey, lo que para la segunda temporada nos ofrece otro "Amor Imposible". En la última imagen, Faruq echa una mirada atentadora a su primo, que estaba allí, abrazando a Fátima, cuando nadie le había dicho que estaban allí, lo que ofrece otro caso para investigar en la segunda temporada, en la que tras descubrir que Serra, entre muchos otros del CNI, están trabajando con Khaled y los yihadistas, encargan a Hidalgo matar a Morey.

## Reparto

### Primera temporada

#### Reparto principal
- José Coronado - Francisco "Fran" Peyón
- Álex González - Javier Morey
- Hiba Abouk - Fátima Ben Barek

#### Reparto secundario
- Rubén Cortada - Faruq Ben Barek
- Juanma Lara - Quílez
- Thaïs Blume - Matilde Vila Colomer "Mati"
- Pau Durà - Ricardo Serra (Episodio 1 - Episodio 9; Episodio 11 - Episodio 13)
- Elia Galera - Raquel (Episodio 1 - Episodio 4; Episodio 6; Episodio 9)
- Ayoub El Hilali - Hakim (Episodio 1 - Episodio 12)
- Mercè Montalà - Aisha Ben Barek
- Tomás Calleja - Hassan Ben Barek
- Pepe Quero - Federico (Episodio 1 - Episodio 9; Episodio 11 - Episodio 13)
- Susana Córdoba - Marina (Episodio 1 - Episodio 8; Episodio 10 - Episodio 12)
- Carla Díaz - Nayat Ben Barek (Episodio 1 - Episodio 6; Episodio 8; Episodio 11 - Episodio 13)
- María Guinea - Leila Ben Barek
- Ángela Fabián - Ruth Peyón (Episodio 1 - Episodio 4; Episodio 6; Episodio 9)

con la colaboración especial de
- Stany Coppet - Khaled Ashour

#### Reparto episódico
- Eloína Marcos - Pilar (Episodio 1 - Episodio 4; Episodio 6 - Episodio 7; Episodio 11 - Episodio 13)
- Samad Madkouri - Omar Haidar (Episodio 1 - Episodio 3; Episodio 6 - Episodio 11)
- Bárbara Santa-Cruz - Asun (Episodio 1 - Episodio 3; Episodio 6 - Episodio 9)
- Estíbaliz Gabilondo - Cristina Ruano (Episodio 1; Episodio 7 - Episodio 8; Episodio 11)
- Hamza Zaidi - Abu Ahmed (Episodio 1)
- Adil Kouhkouh - Driss (Episodio 1 - Episodio 2; Episodio 5; Episodio 7 - Episodio 11)
- Rony Kramer - Abou Khaled (Episodio 1)
- Farida Ouchani - Oum Khaled (Episodio 1)
- Teresa Arbolí - Isa (Episodio 1 - Episodio 2; Episodio 9)
- Antonio Mora - Aníbal (Episodio 2; Episodio 4; Episodio 8; Episodio 10 - Episodio 12)
- Abdelatif Hwidar - Imán (Episodio 2 - Episodio 3; Episodio 7 - Episodio 8; Episodio 10; Episodio 13)
- Nasser Saleh - Karim (Episodio 2 - Episodio 5)
- Charo Reina - Mamá Tere (Episodio 2)
- Kaabil Sekali - Ismail Ben Joussef (Episodio 2 - Episodio 3; Episodio 5 - Episodio 6)
- Samy Khalil - Abdessalam Ben Barek "Abdu" (Episodio 2; Episodio 5; Episodio 7; Episodio 10; Episodio 13)
- Gonzalo Kindelán - Ramón (Episodio 2 - Episodio 4)
- Clara Garrido - Sara García (Episodio 2 - Episodio 3)
- Antonio Cantos - Doctor Martínez (Episodio 3)
- Fernando Gil - Julio López (Episodio 4 - Episodio 9; Episodio 11 - Episodio 12)
- Rocío Peláez - Rocío (Episodio 5; Episodio 11 - Episodio 13)
- Miguel Ángel Jenner - Comisario (Episodio 5)
- Mariano Llorente - Romero (Episodio 6)
- Gilen Xabier - El Tripas (Episodio 6 - Episodio 7; Episodio 9 - Episodio 11)
- Tania Sarrias - Paula Carvajal (Episodio 8 - Episodio 10)
- Blanca Apilánez - Carmen Salinas (Episodio 8)
- Héctor Colomé - Padre de Morey (Episodio 8)
- Carmen Arévalo - Consuelo, novia del padre de Morey (Episodio 8)
- Juan Carlos Vellido - Fouad al Haid (Episodio 10 - Episodio 11)
- Fede Ruiz - Corto (Episodio 11)
- Tony Corvillo - Nabil (Episodio 12)
- Carlos Álvarez-Nóvoa - Matías (Episodio 13)
- Claudia Traisac - Silvia (Episodio 13)
- Karim El-Kerem - Kamal (Episodio 13)
- José Luis Lozano - Samir (Episodio 13)

### Segunda temporada

#### Reparto principal
- José Coronado - Francisco "Fran" Peyón
- Álex González - Javier Morey / Javier Malpica
- Hiba Abouk - Fátima Ben Barek
- Rubén Cortada - Faruq Ben Barek
- Stany Coppet - Khaled Ashour

#### Reparto secundario
- Juanma Lara - Quílez (Episodio 1 - Episodio 8; Episodio 12)
- Thaïs Blume - Matilde Vila Colomer "Mati"
- Pau Durà - Ricardo Serra (Episodio 1 - Episodio 13)
- Mercè Montalà - Aisha Ben Barek (Episodio 1 - Episodio 15)
- Fernando Gil - Julio López (Episodio 1 - Episodio 10)
- Hamid Krim - Salman Moukarzel (Episodio 1; Episodio 3 - Episodio 17)
- Ahmed Younoussi - Samy
- Antonio Mora - Aníbal (Episodio 1; Episodio 4 - Episodio 5)
- Carla Díaz - Nayat Ben Barek (Episodio 1 - Episodio 2; Episodio 6 - Episodio 14; Episodio 16 - Episodio 18)
- Ángela Fabián - Ruth Peyón (Episodio 1; Episodio 4 - Episodio 5; Episodio 9; Episodio 18)
- Nerea Barros - Laura Hidalgo (Episodio 1 - Episodio 4; Episodio 10)
- Susana Córdoba - Marina (Episodio 1 - Episodio 4)
- María Guinea - Leila Ben Barek (Episodio 1 - Episodio 7; Episodio 10 - Episodio 15; Episodio 18)
- Pepe Quero - Federico (Episodio 1; Episodio 3 - Episodio 4; Episodio 7 - Episodio 10; Episodio 13; Episodio 15; Episodio 18)
- Eloína Marcos - Pilar (Episodio 1 - Episodio 3; Episodio 5 - Episodio 13; Episodio 16 - Episodio 17)
- Rocío Peláez - Rocío (Episodio 1 - Episodio 3; Episodio 7; Episodio 9; Episodio 11 - Episodio 13; Episodio 17)
- Elia Galera - Raquel (Episodio 5; Episodio 9 - Episodio 10; Episodio 16 - Episodio 18)
- Jesús Castro - Paco Ben Barek (Episodio 9 - Episodio 18)

con la colaboración especial de
- Charo Reina - Mamá Tere (Episodio 1; Episodio 4)
- Miguel Ángel Jenner - Comisario (Episodio 1 - Episodio 2; Episodio 6; Episodio 8; Episodio 18)
- Blanca Apilánez - Carmen Salinas (Episodio 1; Episodio 4; Episodio 8 - Episodio 18)
- Xavier Estévez - Lamela (Episodio 1 - Episodio 6)
- Ayoub El Hilali - Hakim (Episodio 2)
- Samy Khalil - Abdu Ben Barek (Episodio 3 - Episodio 4)
- Francesc Orella - Ministro del Interior (Episodio 9)
- Tito Valverde - Gerardo Castilla (Episodio 16 - Episodio 17)
- Juanjo Artero - Charlie Márquez (Episodio 16 - Episodio 17)

#### Reparto episódico
- Tony Corvillo - Nabil (Episodio 1 - Episodio 2; Episodio 6 - Episodio 7; Episodio 12; Episodio 15 - Episodio 18)
- Abdelatif Hwidar - Imán (Episodio 1; Episodio 11; Episodio 18)
- Baya Belal - Malika (Episodio 1 - Episodio 8; Episodio 12; Episodio 14; Episodio 16)
- Mina El Hammani - Nur (Episodio 1 - Episodio 8; Episodio 10 - Episodio 14; Episodio 16; Episodio 18)
- Melina Matthews - Sophie (Episodio 1; Episodio 4 - Episodio 7; Episodio 9; Episodio 11 - Episodio 12; Episodio 14 - Episodio 17)
- Christophe Miraval - Bastian (Episodio 1; Episodio 4; Episodio 6 - Episodio 9)
- Mekki Kadiri - Marwan (Episodio 1; Episodio 4; Episodio 8 - Episodio 9; Episodio 15 - Episodio 16)
- Gilen Xabier - El Tripas (Episodio 1 - Episodio 11)
- Noureddine El Attab - Nasser (Episodio 1; Episodio 5 - Episodio 8)
- Adrián Viador - Alejandro (Episodio 2 - Episodio 4; Episodio 7; Episodio 9; Episodio 16)
- Tania Sarrias - Paula Carvajal (Episodio 3 - Episodio 4; Episodio 7)
- Estíbaliz Gabilondo - Cristina Ruano (Episodio 3; Episodio 9)
- José Luis Lozano - Samir (Episodio 4)
- Paco Marín - Robledo (Episodio 9 - Episodio 18)
- Teresa Arbolí - Isa (Episodio 9)
- Kaabil Sekali - Ismail Ben Joussef (Episodio 10 - Episodio 14; Episodio 16 - Episodio 17)
- Diego Landaluce - Sergio Montes  (Episodio 8 - Episodio 17)
- Emilio Palacios - Juan Manuel Montes (Episodio 8 - Episodio 18)
- Luis Jaspe - Oswaldo (Episodio 11)
- Alfredo Villa - Galván (Episodio 11; Episodio 15 - Episodio 16)
- Carmen Arévalo - Consuelo, novia del padre de Morey (Episodio 12 - Episodio 18)
- Carlos Olalla - Doctor (Episodio 12)
- Juan Carlos Vellido - Fouad (Episodio 13)
- Alejandro Marzal - Fredy (Episodio 15)
- Jaroslaw Bielski - Jefe del CNI (Varios episodios)

## Equipo técnico

### Producción
La serie está producida íntegramente por Plano a Plano, bajo la gestación de Aitor Gabilondo y César Benítez como creadores, productores ejecutivos y guionistas, quiénes ya habían trabajado para la cadena con series como Periodistas o El comisario. Por otra parte, la ficción que no constaba, en principio, con un final definido, en junio de 2014 tanto cadena como productora acordaron el desenlace en su segunda tanda de 16 capítulos divididos en ocho cada uno. Destacar que los episodios son rodados en su totalidad en parajes naturales (Ceuta, Granada, Madrid y Malta) si bien luego, las escenas son expuestas a procesos de edición. En cuanto al sistema de escritura, el equipo de guionistas idea primero el final y, sobre ese capítulo, se trabaja hasta llegar al principio. Además, uno de los mayores atractivos de la ficción es su proceso de postproducción. La empresa norteamericana Stargate Studios se encarga de la creación y supervisión de los efectos especiales mediante la tecnología Virtual Backlot. Por su parte, Aitor Gabilondo, productor ejecutivo de la serie, argumentó en la rueda de presentación en mayo de 2013 que «la nueva apuesta de Telecinco para 2014 se rodará [en su mayoría] en Madrid, aunque se recreará a través de efectos visuales la barriada ceutí de El Príncipe Alfonso».

### Rodaje
El 13 de mayo de 2013 el equipo de rodaje comenzó con las grabaciones de la serie en la ciudad autónoma de Ceuta. La mayoría de las escenas no fueron rodadas en El Príncipe sino en otras barriadas de la ciudad o en Madrid. En su segunda y última entrega de episodios la ficción contará, de igual manera, con la implantación del sistema digital; además, en esta etapa tendrá como localizaciones reales las ciudades de La Valetta y Granada. La filmación de esta temporada comenzó el 9 de junio de 2014.

## Controversias
Varias voces han denunciado la deformación de la imagen de Ceuta y la estigmatización que supondrá la serie para la ciudad, y en concreto para la barriada del Príncipe, por las imágenes distorsionadas que mostrará la serie sobre la realidad de la ciudad. El presidente de la barriada negó que la policía hiciera la vista gorda tal y como se refleja en la serie. También dudaba que el Príncipe fuera la barriada más peligrosa de España, como se promociona en la serie, con respecto a otros lugares como Las 3000 Viviendas en Sevilla. Por otro lado, el hecho que todos los personajes masculinos musulmanes o de origen magrebí de la primera temporada acabaran siendo terroristas yihadistas o narcotraficantes, incluso Hakim, el policía que decía ser agnóstico, o el marido de Fátima, el arquitecto y empresario Khaled, fue motivo de críticas, por el hecho legitimar las opiniones islamófobas, según las que, todos los magrebíes y musulmanes, pese a que parezcan occidentalizados, pueden ser terroristas camuflados.

## Episodios y audiencia
El episodio piloto fue visto por más de 4,4 millones de espectadores y el 21,9 % de cuota de pantalla, lo que lo convirtió en el estreno más visto de cualquier serie de televisión de Telecinco desde el inicio de Aída en enero de 2005. Su emisión en la noche de los martes la hizo quedar como primera opción en el horario de máxima audiencia y fue elegido el programa con mejor audiencia del día. Asimismo, el lanzamiento del capítulo de estreno ocupó el minuto más visto del day time a las 22:57, con 4 671 000 de fieles y un 22,2 % de cuota de pantalla. Por otro lado, es de destacar que el primer episodio de la ficción fue trasmitido a través de un sistema multicanal en seis canales (Telecinco, Factoría de Ficción, Divinity, Energy, LaSiete y Nueve) del operador Mediaset España, que le permitió elevar la media global en 27,7 % y 5,6 millones, mientras que el minuto de oro reunió a cerca de 6,1 millones de espectadores (28,3 %) a las 22:56. Además, según datos de Global In Media, la primera entrega de la serie generó 76.402 menciones de 51.158 usuarios en redes sociales, y se convirtió líder en impacto social con varios hashtag en la lista de tendencias. Tras culminar su primera temporada, se posicionó como «la serie más vista de los últimos dos años y la de mayor audiencia en Telecinco desde 2007-08, así como la que mayor impacto consiguió en 2014 con más de 800.000 comentarios en redes sociales».
El primer episodio de la serie se estrenó simultáneamente en tres canales del grupo Mediaset España: Telecinco, Divinity, FDF, Energy, LaSiete y Nueve.
Las audiencias del primer episodio fueron en total (5.654.000 y 27,7%):
- Telecinco: 4 463 000 y 21,9%
- Divinity: 557 000 y 2,7%
- FDF: 302 000 y 1,5%
- Energy: 146 000 y 0,7%
- LaSiete: 124 000 y 0,6%
- Nueve: 62 000 y 0,3%

| Temporada | Temporada | Episodios | Episodios | Estreno               | Final               | Audiencia    | Audiencia | Audiencia |
| Temporada | Temporada | Episodios | Episodios | Estreno               | Final               | Espectadores | Cuota     |           |
| --------- | --------- | --------- | --------- | --------------------- | ------------------- | ------------ | --------- | --------- |
|           | 1         | 13        | 13        | 4 de febrero de 2014  | 6 de mayo de 2014   | 5 219 000    | 26,8%     |           |
|           | 2         | 18        | 10        | 14 de abril de 2015   | 23 de junio de 2015 | 4 610 000    | 24,0%     |           |
|           | 2         | 18        | 8         | 24 de febrero de 2016 | 20 de abril de 2016 | 4 357 000    | 24,3%     |           |
| Total     | Total     | 31        | 31        | 4 de febrero de 2014  | 20 de abril de 2016 | 4 729 000    | 25,0%     |           |

### Temporada 1 (2014)
| N.º (serie) | N.º (temp.) | Título                        | Emisión en Latinoamérica | Emisión en España     | Emisión en Italia             | Emisión en EE.UU         | Audiencia (España) |
| ----------- | ----------- | ----------------------------- | ------------------------ | --------------------- | ----------------------------- | ------------------------ | ------------------ |
| 1           | 1           | «Bienvenido a 'El Príncipe'»  | 14 de julio de 2014      | 4 de febrero de 2014  | 5 de septiembre de 2014       | 18 de julio de 2016      | 4 463 000 (21,9%)  |
| 2           | 2           | «Agua salada»                 | 28 de julio de 2014      | 11 de febrero de 2014 | 5 y 12 de septiembre de 2014  | 25 de julio de 2016      | 5 281 000 (26,2%)  |
| 3           | 3           | «Confía en mí»                | 11 de agosto de 2014     | 18 de febrero de 2014 | 12 de septiembre de 2014      | 1 de agosto de 2016      | 5 404 000 (27,4%)  |
| 4           | 4           | «Haz lo que tengas que hacer» | 25 de agosto de 2014     | 25 de febrero de 2014 | 19 de septiembre de 2014      | 8 de agosto de 2016      | 5 224 000 (26,4%)  |
| 5           | 5           | «Circular 50»                 | 8 de septiembre de 2014  | 4 de marzo de 2014    | 19 de septiembre de 2014      | 15 de agosto de 2016     | 5 204 000 (26,3%)  |
| 6           | 6           | «El escorpión»                | 22 de septiembre de 2014 | 11 de marzo de 2014   | 19 y 26 de septiembre de 2014 | 22 de agosto de 2016     | 5 555 000 (28,6%)  |
| 7           | 7           | «En el filo de la navaja»     | 6 de octubre de 2014     | 18 de marzo de 2014   | 26 de septiembre de 2014      | 29 de agosto de 2016     | 5 244 000 (27,8%)  |
| 8           | 8           | «Pasar al otro lado»          | 20 de octubre de 2014    | 25 de marzo de 2014   | 26 de septiembre de 2014      | 5 de septiembre de 2016  | 5 190 000 (26,4%)  |
| 9           | 9           | «La noche más larga»          | 3 de noviembre de 2014   | 1 de abril de 2014    | 3 de octubre de 2014          | 12 de septiembre de 2016 | 5 421 000 (27,7%)  |
| 10          | 10          | «El elegido»                  | 24 de noviembre de 2014  | 8 de abril de 2014    | 10 de octubre de 2014         | 19 de septiembre de 2014 | 5 006 000 (26,0%)  |
| 11          | 11          | «Enemigos y cómplices»        | 12 de enero de 2015      | 22 de abril de 2014   | 17 de octubre de 2014         | 26 de septiembre de 2016 | 4 795 000 (25,7%)  |
| 12          | 12          | «Líneas paralelas»            | 19 de enero de 2015      | 29 de abril de 2014   | 24 de octubre de 2014         | 3 de octubre de 2016     | 4 770 000 (25,4%)  |
| 13          | 13          | «Fe ciega»                    | 26 de enero de 2015      | 6 de mayo de 2014     | 31 de octubre de 2014         | 10 de octubre de 2016    | 6 290 000 (33,3%)  |

### Temporada 2 (2015-2016)
| N.º (serie) | N.º (temp.) | Título                        | Emisión en Latinoamérica | Emisión en España     | Emisión en Italia        | Audiencia         |
| ----------- | ----------- | ----------------------------- | ------------------------ | --------------------- | ------------------------ | ----------------- |
| 14          | 1           | «El reencuentro»              | 18 de septiembre de 2015 | 14 de abril de 2015   | 8 de julio de 2015       | 4 883 000 (24,7%) |
| 15          | 2           | «Las manos atadas»            | 2 de octubre de 2015     | 21 de abril de 2015   | 8 y 15 de julio de 2015  | 5 114 000 (26,2%) |
| 16          | 3           | «Claves de acceso»            | 16 de octubre de 2015    | 28 de abril de 2015   | 15 de julio de 2015      | 4 495 000 (22,7%) |
| 17          | 4           | «El intocable»                | 6 de noviembre de 2015   | 5 de mayo de 2015     | 22 de julio de 2015      | 4 683 000 (23,6%) |
| 18          | 5           | «Ojo por ojo»                 | 27 de noviembre de 2015  | 12 de mayo de 2015    | 22 y 29 de julio de 2015 | 4 799 000 (24,7%) |
| 19          | 6           | «Medias verdades»             | 22 de enero de 2016      | 19 de mayo de 2015    | 29 de julio de 2015      | 4 610 000 (23,8%) |
| 20          | 7           | «Operación Galgo»             | 5 de febrero de 2016     | 26 de mayo de 2015    | 5 de agosto de 2015      | 4 885 000 (24,7%) |
| 21          | 8           | «El diablo lo sabe»           | 19 de febrero de 2016    | 2 de junio de 2015    | 5 y 13 de agosto de 2015 | 4 433 000 (23,1%) |
| 22          | 9           | «¿Es así como quieres morir?» | 4 de marzo de 2016       | 16 de junio de 2015   | 13 de agosto de 2015     | 4 487 000 (23,1%) |
| 23          | 10          | «El efecto llamada»           | 18 de marzo de 2016      | 23 de junio de 2015   | 19 de agosto de 2015     | 3 713 000 (23,5%) |
| 24          | 11          | «La debilidad»                | 8 de abril de 2016       | 24 de febrero de 2016 | 9 de julio de 2017       | 4 068 000 (22,1%) |
| 25          | 12          | «Lo urgente y lo importante»  | 29 de abril de 2016      | 2 de marzo de 2016    | 16 de julio de 2017      | 4 371 000 (24,7%) |
| 26          | 13          | «La jaula de oro»             | 6 de mayo de 2016        | 9 de marzo de 2016    | 23 de julio de 2017      | 4 178 000 (23,2%) |
| 27          | 14          | «Abrir la puerta»             | 13 de mayo de 2016       | 16 de marzo de 2016   | 4 de agosto de 2017      | 4 112 000 (23,4%) |
| 28          | 15          | «Por última vez»              | 20 de mayo de 2016       | 30 de marzo de 2016   | 6 de agosto de 2017      | 4 243 000 (23,8%) |
| 29          | 16          | «Renacer de las cenizas»      | 27 de mayo de 2016       | 6 de abril de 2016    | 13 de agosto de 2017     | 4 270 000 (23,5%) |
| 30          | 17          | «Todo por ti»                 | 3 de junio de 2016       | 13 de abril de 2016   | 20 de agosto de 2017     | 4 403 000 (24,8%) |
| 31          | 18          | «Inghimasi»                   | 10 de junio de 2016      | 20 de abril de 2016   | 27 de agosto de 2017     | 5 213 000 (29,2%) |

### Los mundos de 'El Príncipe'[36]
| Programas emitidos | Programas emitidos | Programas emitidos | Programas emitidos | Programas emitidos |
| N.º                | Fecha de emisión   | Espectadores       | Cuota de pantalla  |                    |
| ------------------ | ------------------ | ------------------ | ------------------ | ------------------ |
| 1                  | 18/02/2014         | 2 380 000          | 10,4%              |                    |
| 2                  | 25/02/2014         | 2 702 000          | 12,7%              |                    |
| 3                  | 04/03/2014         | 2 876 000          | 13,5%              |                    |
| 4                  | 11/03/2014         | 2 578 000          | 12,0%              |                    |
| 5                  | 18/03/2014         | 2 311 000          | 11,1%              |                    |
| 6                  | 25/03/2014         | 2 729 000          | 12,8%              |                    |
| 7                  | 01/04/2014         | 1 843 000          | 8,2%               |                    |
| 8                  | 08/04/2014         | 1 787 000          | 8,1%               |                    |
| 9                  | 22/04/2014         | 1 793 000          | 8,3%               |                    |
| 10                 | 29/04/2014         | 1 798 000          | 8,1%               |                    |
| 11                 | 06/05/2014         | 3 247 000          | 16,4%              |                    |

### Los mundos de 'El Príncipe' II[36]
| Programas emitidos | Programas emitidos | Programas emitidos | Programas emitidos | Programas emitidos |
| N.º                | Fecha de emisión   | Espectadores       | Cuota de pantalla  |                    |
| ------------------ | ------------------ | ------------------ | ------------------ | ------------------ |
| 12                 | 14/04/2015         | 1 919 000          | 8,8%               |                    |
| 13                 | 21/04/2015         | 2 284 000          | 11,1%              |                    |
| 14                 | 28/02/2015         | 2 152 000          | 10,9%              |                    |
| 15                 | 05/05/2015         | 1 576 000          | 7,4%               |                    |
| 16                 | 12/05/2015         | 1 550 000          | 7,7%               |                    |
| 17                 | 19/05/2015         | 2 177 000          | 11,1%              |                    |
| 18                 | 19/05/2015         | 1 910 000          | 9,9%               |                    |
| 19                 | 02/06/2015         | 2 219 000          | 11,8%              |                    |
| 20                 | 16/06/2015         | 1 975 000          | 10,8%              |                    |
| 21                 | 23/06/2015         | 1 552 000          | 10,8%              |                    |

### Los mundos de 'El Príncipe' III[36]
| Programas emitidos | Programas emitidos | Programas emitidos | Programas emitidos | Programas emitidos |
| N.º                | Fecha de emisión   | Espectadores       | Cuota de pantalla  |                    |
| ------------------ | ------------------ | ------------------ | ------------------ | ------------------ |
| 22                 | 17/02/2016         | 1 123 000          | 5,6%               |                    |
| 23                 | 24/02/2016         | 2 440 000          | 12,0%              |                    |
| 24                 | 02/03/2016         | 2 325 000          | 11,8%              |                    |
| 25                 | 09/03/2016         | 2 392 000          | 11,6%              |                    |
| 26                 | 16/03/2016         | 2 279 000          | 11,4%              |                    |
| 27                 | 30/03/2016         | 2 221 000          | 11,5%              |                    |
| 28                 | 06/04/2016         | 2 004 000          | 10,4%              |                    |
| 29                 | 13/04/2016         | 1 855 000          | 10,1%              |                    |
| 30                 | 20/04/2016         | 2 549 000          | 12,9%              |                    |

### Dentro de 'El Príncipe'[37]
| Programas emitidos | Programas emitidos | Programas emitidos | Programas emitidos | Programas emitidos |
| N.º                | Fecha de emisión   | Espectadores       | Cuota de pantalla  |                    |
| ------------------ | ------------------ | ------------------ | ------------------ | ------------------ |
| 1                  | 04/02/2014         | 2 394 000          | 18,3%              |                    |
| 2                  | 11/02/2014         | 2 683 000          | 19,3%              |                    |
| 3                  | 18/02/2014         | 2 363 000          | 19,5%              |                    |
| 4                  | 25/02/2014         | 2 413 000          | 18,3%              |                    |
| 5                  | 04/03/2014         | 2 053 000          | 15,6%              |                    |
| 6                  | 18/03/2014         | 1 460 000          | 15,6%              |                    |
| 7                  | 25/03/2014         | 2 388 000          | 19,5%              |                    |
| 8                  | 01/04/2014         | 2 120 000          | 18,8%              |                    |

### Dentro de 'El Príncipe' II[37]
| Programas emitidos | Programas emitidos | Programas emitidos | Programas emitidos | Programas emitidos |
| N.º                | Fecha de emisión   | Espectadores       | Cuota de pantalla  |                    |
| ------------------ | ------------------ | ------------------ | ------------------ | ------------------ |
| 9                  | 14/04/2015         | 1 831 000          | 15,9%              |                    |
| 10                 | 21/04/2015         | 2 084 000          | 16,6%              |                    |
| 11                 | 28/04/2015         | 1 654 000          | 13,6%              |                    |
| 12                 | 05/05/2015         | 1 539 000          | 12,8%              |                    |
| 13                 | 12/05/2015         | 1 838 000          | 14,9%              |                    |
| 14                 | 26/05/2015         | 1 552 000          | 12,6%              |                    |
| 15                 | 02/06/2015         | 1 620 000          | 14,3%              |                    |
| 16                 | 16/06/2015         | 2 184 000          | 17,1%              |                    |
| 17                 | 23/06/2015         | 1 864 000          | 16,3%              |                    |

### Dentro de 'El Príncipe' III[37]
| Programas emitidos | Programas emitidos | Programas emitidos | Programas emitidos | Programas emitidos |
| N.º                | Fecha de emisión   | Espectadores       | Cuota de pantalla  |                    |
| ------------------ | ------------------ | ------------------ | ------------------ | ------------------ |
| 18                 | 24/02/2016         | 1 636 000          | 13,6%              |                    |
| 19                 | 02/03/2016         | 1 824 000          | 18,2%              |                    |
| 20                 | 09/03/2016         | 1 427 000          | 15,1%              |                    |
| 21                 | 17/03/2016         | 1 382 000          | 15,2%              |                    |
| 22                 | 30/03/2016         | 1 466 000          | 15,1%              |                    |
| 23                 | 06/04/2016         | 1 425 000          | 14,0%              |                    |
| 24                 | 13/04/2016         | 1 498 000          | 13,3%              |                    |
| 25                 | 20/04/2016         | 1 219 000          | 17,7%              |                    |

### Evolución de audiencias
| Temporada | Temporada | Episodio número | Episodio número | Episodio número | Episodio número | Episodio número | Episodio número | Episodio número | Episodio número | Episodio número | Episodio número | Episodio número | Episodio número | Episodio número | Episodio número | Episodio número | Episodio número | Episodio número | Episodio número |
| Temporada | Temporada | 1               | 2               | 3               | 4               | 5               | 6               | 7               | 8               | 9               | 10              | 11              | 12              | 13              | 14              | 15              | 16              | 17              | 18              |
| --------- | --------- | --------------- | --------------- | --------------- | --------------- | --------------- | --------------- | --------------- | --------------- | --------------- | --------------- | --------------- | --------------- | --------------- | --------------- | --------------- | --------------- | --------------- | --------------- |
|           | 1         | 4.463           | 5.281           | 5.404           | 5.224           | 5.204           | 5.555           | 5.244           | 5.190           | 5.421           | 5.006           | 4.795           | 4.770           | 6.290           | —               | —               | —               | —               | —               |
|           | 2         | 4.883           | 5.114           | 4.495           | 4.683           | 4.799           | 4.610           | 4.885           | 4.433           | 4.487           | 3.713           | 4.068           | 4.371           | 4.168           | 4.112           | 4.243           | 4.270           | 4.403           | 5.213           |

## Premios
- Premios Ondas 2014- Para la mejor serie
- Premios Iris de televisión 2014-  José Coronado mejor Actor
- Festval de Vitoria 2014. Serie descubrimiento del año.

## Emisiones en otros países
Están emitiendo actualmente o emitirán en un futuro El Príncipe:
| España         | Canales                                                    |
| -------------- | ---------------------------------------------------------- |
| Italia         | Canale 5 (Italia) como Il principe - un amore impossibile. |
| Argentina      | Telefe                                                     |
| Bolivia        | Unitel - Red UNO                                           |
| Brasil         | Rede Globo                                                 |
| Chile          | Canal 13                                                   |
| Colombia       | Caracol Televisión                                         |
| Costa Rica     | Repretel                                                   |
| Ecuador        | Gama TV                                                    |
| Estados Unidos | UniMÁS                                                     |
| El Salvador    | TCS                                                        |
| Guatemala      | Radio y Televisión de Guatemala                            |
| Honduras       | TVC                                                        |
| México         | TV Azteca                                                  |
| Nicaragua      | Canal 2 - Canal 10                                         |
| Panamá         | TVN - RPC TV                                               |
| Paraguay       | SNT - Telefuturo                                           |
| Perú           | ATV - América TV                                           |
| Portugal       | RTP - RTP2 (Portugal) como Príncipe.                       |
| Uruguay        | Canal 10                                                   |
| Croacia        | Nova TV                                                    |
| Polonia        | TVP 1                                                      |
| Eslovenia      | POP TV                                                     |
| Israel         | Viva                                                       |
| España         | Telecinco                                                  |

## Productos derivados

### Novela
Coincidiendo con el final de la primera temporada, el 14 de mayo de 2014, la editorial Suma de Letras lanzó la adaptación novelada oficial, realizada por el guionista y escritor Salva Rubio.
Dos años después, y al finalizar la segunda temporada, el 21 de abril de 2016, de nuevo la editorial Suma de Letras lanzó la segunda y última adaptación novelada oficial, realizada también por el guionista y escritor Salva Rubio.

### Música
*Banda sonora original compuesta por Manuel Villalta
- The Mystics Dream	
  - Lorena McKennitt
- El príncipe-Khedni Maak 
  - India Martínez y Riki Rivera
- El Príncipe
  - Rasel Abad
- El mundo
  - Pablo López

### Citas
1. ↑  Fórmula TV, ed. (26 de marzo de 2012). «Telecinco da luz verde a 'El Príncipe', una nueva serie sobre narcotráfico ambientada en la periferia de Ceuta». Noxvo. Consultado el 20 de enero de 2013.
2. 1 2 3  Redacción (9 de junio de 2014).  telecinco.es, ed. «'El Príncipe' "no va a defraudar" con el final de su segunda y última temporada». Madrid: Mediaset España. Archivado desde el original el 15 de julio de 2014. Consultado el 11 de julio de 2014.
3. 1 2 3  Cortés, H.; J. Fernández (2 de febrero de 2014).  ABC, ed. ««El Príncipe» retrata el barrio más conflictivo de España». Madrid: Vocento. Consultado el 5 de febrero de 2014.
4. 1 2 3  Ruiz, C. (2 de febrero de 2014).  La Razón, ed. ««El Príncipe»: Ceuta se traslada a Madrid». Madrid. Consultado el 5 de febrero de 2014.
5. ↑  Olivares, Santiago (27 de octubre de 2011).  Fórmula TV, ed. «Telecinco tiene entre manos un nuevo proyecto de ficción policial». Consultado el 12 de febrero de 2014.
6. ↑  Run Run, Rosy (25 de octubre de 2011).  20 minutos, ed. «Telecinco prepara nueva serie». Madrid. Consultado el 12 de febrero de 2014.
7. ↑  Moreno, Raquel (30 de septiembre de 20111).  Expansión, ed. «No habrá paz para los malvados: el mejor José Barrios, Vanessa choni!!». Madrid: Unidad Editorial. Consultado el 12 de febrero de 2014.
8. ↑  Telecinco, ed. (7 de mayo de 2013). «José Coronado: "El Príncipe' es una historia de amor como la de 'Romeo y Julieta"». Mediaset España. Consultado el 20 de septiembre de 2013.
9. ↑  Aparicio, Santiago (9 de junio de 2014).  Fórmula TV, ed. «César Benítez: "'El Príncipe' concluirá con su segunda temporada"». Madrid: Noxvo Editorial. Consultado el 11 de julio de 2014.
10. ↑  Redacción.  planoaplano.es, ed. «Equipo de Plano a Plano». Archivado desde el original el 7 de julio de 2014. Consultado el 11 de julio de 2014.
11. 1 2 3 4  Redondo, David (10 de junio de 2014).  Cadena SER, ed. «'El príncipe' dividirá en dos su segunda y última temporada». Grupo PRISA. Archivado desde el original el 19 de agosto de 2014. Consultado el 11 de julio de 2014.
12. 1 2 3  «Copia archivada». Archivado desde el original el 23 de septiembre de 2015. Consultado el 29 de junio de 2015.
13. 1 2  Redacción (9 de junio de 2014).  Europa Press, ed. «Arranca el rodaje de la segunda temporada de 'El Príncipe' con Álex González». Madrid. Consultado el 11 de julio de 2014.
14. 1 2 3  Migelez, Xabier (7 de mayo de 2013).  Fórmula TV, ed. «"Los efectos visuales permitirán rodar en Madrid y no en Ceuta la serie 'El Príncipe'"». Noxvo, S.L. Consultado el 1 de julio de 2013.
15. ↑  Carretero, Manuel (8 de mayo de 2013).  deia.com, ed. «Telecinco empezará a rodar el lunes la serie 'El Príncipe'». Editorial Iparraguirre. Archivado desde el original el 10 de junio de 2013. Consultado el 1 de julio de 2013.
16. 1 2  Jiménez, M. (4 de febrero de 2014). «Los secretos y curiosidades de la nueva serie de Telecinco «El Príncipe»».  En ABC, ed. Telecinco. Sevilla: Vocento. Consultado el 6 de febrero de 2014.
17. ↑  L. Calderón, Esther (21 de enero de 2014).  Divinity, ed. «Cuatro actores en 'El Príncipe', el barrio más peligroso de España». Mediaset España. Consultado el 4 de febrero de 2014.
18. ↑  Oliva, Juanjo (23 de enero de 2014).  elfarodigital.es, ed. «La vista gorda en ‘El Príncipe’». Grupo Faro. Archivado desde el original el 24 de febrero de 2014. Consultado el 4 de febrero de 2014.
19. ↑  Lacasa, Ricardo (2 de febrero de 2014).  elfarodigital.es, ed. «Y ahora, ‘el príncipe’». Grupo Faro. Archivado desde el original el 19 de febrero de 2014. Consultado el 4 de febrero de 2014.
20. 1 2  Redacción (5 de febrmero de 2014). «'El Príncipe' se estrena con gran éxitoy en Telecinco tras seducir a casi 4,5 millones (21,9%)».  En Fórmula TV, ed. Kantar Media. Madrid: Noxvo Editorial. Consultado el 6 de febrero de 2014.
21. 1 2  Redacción (5 de febrero de 2014).  Fórmula TV, ed. «El estreno multicanal de 'El Príncipe' (27,7%) se convierte en el mejor debut de una serie desde 'Aída'». Consultado el 6 de febrero de 2014.
22. ↑  Redacción (5 de febrero de 2014).  Ideal, ed. «Ahora el Príncipe triunfa en Telecinco por todo lo alto con casi 5,6 millones de espectadores». Jaén: Vocento. Consultado el 6 de febrero de 2014.
23. 1 2  Redacción (5 de febrero de 2014).  Telemanía.es, ed. «'El Príncipe' arrasa en Mediaset: 5.654.000 espectadores y un 27,7%». Madrid: Mediaset España. Archivado desde el original el 24 de julio de 2015. Consultado el 6 de febrero de 2014.
24. 1 2  Redacción (7 de mayo de 2014).  PRNoticias, ed. «‘El Príncipe’ despide su primera temporada con una espectacular media del 26,8%». Madrid. Consultado el 7 de mayo de 2014.
25. ↑  Redacción (5 de febrero de 2014). «Minuto de oro del 04/02/2014 - El Príncipe (Telecinco)».  En Telecinco, ed. Telemanía.es. Madrid: Mediaset España. Archivado desde el original el 24 de julio de 2015. Consultado el 6 de febrero de 2014.
26. ↑  Redacción (5 de febrero de 2014). «'El príncipe' se corona en su estreno».  En El Mundo, ed. Agencia EFE. Madrid: Unidad Editorial. Consultado el 6 de febrero de 2014.
27. ↑  Redacción (28 de enero de 2014).  La Vanguardia, ed. «Mediaset estrenará 'El Príncipe' en todas sus cadenas a la vez». Madrid: Grupo Godó. Consultado el 6 de febrero de 2014.
28. ↑  Redondo, David (5 de febrero de 2014).  Cadena SER, ed. «'El Príncipe' arrasa en su estreno». Grupo PRISA. Archivado desde el original el 5 de mayo de 2014. Consultado el 6 de febrero de 2014.
29. ↑  Analistas Globalinmedia (5 de febrero de 2014).  globalinmedia.com, ed. «El estreno de “El Príncipe’ convence en la redes sociales liderando la jornada.». Madrid. Archivado desde el original el 22 de febrero de 2014. Consultado el 12 de febrero de 2014.
30. ↑  A.D., C. (5 de febrero de 2014).  ceutaaldia.com, ed. «#ElPrincipe1 se alza con el primer puesto en la popular red social twitter y mete a Ceuta en el top». Ceuta. Consultado el 12 de febrero de 2014.
31. ↑  Redacción (5 de mayo de 2014).  Telecinco, ed. «'El Príncipe' despide su primera temporada como la serie más vista desde 2012». Madrid: Mediaset España. Archivado desde el original el 18 de mayo de 2015. Consultado el 5 de mayo de 2014.
32. 1 2  IMDb (ed.). «Ficha de episodios de "El Príncipe"» (en inglés). Consultado el 12 de febrero de 2014.
33. 1 2  Fórmula TV (ed.). «Audiencias de "El Príncipe"». Kantar Media. Noxvo Editorial. Consultado el 17 de enero de 2014.
34. 1 2 3  mitele.es, ed. (18 de febrero de 2014). «Un espía en El Príncipe». Mediaset España. Archivado desde el original el 15 de enero de 2015. Consultado el 4 de enero de 2015.
35. 1 2 3  mitele.es, ed. (4 de febrero de 2014). «Detrás de las cámaras». Mediaset España. Archivado desde el original el 22 de febrero de 2014. Consultado el 5 de febrero de 2014.
36. ↑  «"Il Principe - Un amore impossibile"». Consultado el 30 de marzo de 2017.
37. ↑  «RTP2 estreia série espanhola “El Príncipe”». Consultado el 30 de marzo de 2017.
38. ↑  Rubio, Salva (1 de abril de 2011). «Salva Rubio adapta la novela El Príncipe de Telecinco». Consultado el 2 de abril de 2014.
39. ↑  Amazon, ed. (2 de abril de 2014). «El príncipe: Basada en la serie creada por Aitor Gabilondo Sánchez y César Benítez Delgado». Amazon.com, Inc. Consultado el 2 de abril de 2014.
40. ↑  Rubio, Salva (1 de abril de 2011). «Salva Rubio adapta la novela El Príncipe 2 de Telecinco». Consultado el 2 de abril de 2014.